# 周木斋
周木斋（1910年—1941年7月23日）名周朴，号树瑜，笔名辨微、列御、吉光、犹太、振闻等等，江苏武进人，中华民国散文家、杂文家、学者。

## 生平
1931年到上海，担任大东书局编辑，同时也为进步文艺报刊撰稿，常发表杂文言及时弊。他曾为黎烈文主编的《申报》副刊《自由谈》、曹聚仁主编的《涛声》、陈望道主编的《太白》等报刊撰稿。与徐懋庸、唐弢等人友好。1934年后，在《大晚报》工作，并且为该报编文艺副刊《火炬》。1936年参加中国文艺家协会。抗日战争爆发后，参加上海文化界救亡协会。1938年，任上海《大美晨报》编辑兼副刊主编。他还曾主编《导报》副刊《晨钟》，并且为柯灵主编的《文汇报》副刊《世纪风》、《大美报》副刊《浅草》撰稿。
1941年7月23日，因肋膜炎在上海逝世，享年32岁。

## 著作
- 《边鼓集》（合著）
- 《横眉集》（合著）
- 《消长集》